# Osbornellus furcillatus
Osbornellus furcillatus är en insektsart som beskrevs av Delong 1941. Osbornellus furcillatus ingår i släktet Osbornellus och familjen dvärgstritar. Inga underarter finns listade i Catalogue of Life.